# 13693 Bondar
13693 Bondar eller 1997 TW15 är en asteroid i huvudbältet som upptäcktes den 4 oktober 1997 av Spacewatch vid Kitt Peak-observatoriet. Den är uppkallad efter den kanadensiska astronauten Roberta Bondar.